# ماركو فيا
ماركو فيا (بالألمانية: Marco Villa)‏ (18 يوليو 1978 بدوسلدورف في ألمانيا - ) هو لاعب كرة قدم ألماني في مركز الهجوم. شارك مع منتخب ألمانيا تحت 21 سنة لكرة القدم. أما مع النوادي، فقد لعب مع باناثينايكوس وبوروسيا مونشنغلادباخ ونادي سبال ونادي نورنبرغ وAtessa Val di Sangro SSD ‏ وL'Aquila 1927 ‏ ونادي أريتسو وMorro d'Oro Calcio ‏ وFC Sant'Antonio Abate ‏ ونادي رييد وSSD San Nicolò Notaresco ‏ ونادي باناثينياكوس الرياضي.

## وصلات خارجية
- ماركو فيا على موقع قاعدة بيانات كرة القدم.إي يو (الإنجليزية)
- ماركو فيا على موقع عالم كرة القدم.نت (الإنجليزية)